# Bloedbad bij de McDonald's in San Ysidro
Het bloedbad bij de McDonald's in San Ysidro was een massamoord die plaatsvond in een McDonald's-restaurant in de wijk San Ysidro van San Diego, Californië, op 18 juli 1984. De dader, de 41-jarige James Huberty, schoot 21 mensen dood en verwondde 19 anderen voordat hij ongeveer 77 minuten na zijn eerste schoten werd gedood door een politiescherpschutter.
In die tijd was het bloedbad de dodelijkste schietpartij door één enkele schutter in de geschiedenis van de Verenigde Staten. Zeven jaar later werd het dodental overtroffen door de schietpartij in een Luby's restaurant in Killeen, Texas. Het bloedbad bij de McDonald's in San Ysidro blijft echter wel de dodelijkste schietpartij in de geschiedenis van Californië.

## Gebeurtenissen

### Voorafgaand aan het incident
Op 15 juli 1984 vertelde James Huberty aan zijn vrouw Etna dat hij vermoedde dat hij een mentaal gezondheidsprobleem had. Twee dagen later, op de ochtend van 17 juli, belde hij een geestelijke gezondheidskliniek in San Diego en vroeg om een afspraak. Zijn beleefde houding en het feit dat hij nooit eerder in het ziekenhuis werd opgenomen voor mentale problemen, wekte echter de indruk dat er geen sprake was van urgentie. Daarom werd het gesprek niet geregistreerd als een crisissituatie en werd gekozen voor afhandeling binnen 48 uur. 

### Dag van de schietpartij
De volgende ochtend, woensdag 18 juli, vertelde Huberty zijn vrouw over zijn overtuiging dat zijn leven effectief voorbij was. Verwijzend naar het falen van de geestelijke gezondheidskliniek om zijn telefoontje van de vorige dag te beantwoorden, zei hij: "Nou, de samenleving heeft haar kans gehad." 
Die avond nam hij afscheid van zijn vrouw. Toen Etna vroeg waar hij naartoe ging, antwoordde hij rustig dat hij "ging jagen... jagen op mensen." Bij het buitenstappen uit het huis zei hij vaarwel aan zijn oudste dochter en vertelde hij dat hij niet meer terug zou komen. Hij vertrok gekleed in een bordeauxrood T-shirt en groene camouflagebroek met drie geweren en bijhorende munitie. Na een passage langs een Big Bear-supermarkt en een filiaal van het Amerikaanse postkantoor, reed hij iets voor 16u de parkeerplaats van het McDonald's restaurant op ongeveer 180 m van zijn appartement aan de Averil Road op.

### Moorden
In het restaurant waren op dat moment 45 klanten aanwezig. Hij beval iedereen op de grond te gaan liggen, waarna hij het vuur opende. De eerste slachtoffers waren de 22-jarige manager van het restaurant en een 25-jarige klant die probeerde Huberty ervan te overtuigen niemand anders neer te schieten. Daarna vielen nog negen doden, onder wie vijf leden van dezelfde familie, en zes gewonden in het restaurant. Huberty liep vervolgens terug naar zijn auto en schoot op voorbijgangers. Daarbij kwamen vier mensen om het leven, onder wie twee 11-jarige jongens, en vier raakten gewond. Iets na 16u arriveerde de eerste politiewagen, die onmiddellijk onder vuur werd genomen door Huberty. Hij verschanste zich daarop in het restaurant, zette de radio aan en schoot nog vier medewerkers neer terwijl hij danste op de muziek. Toen een brandweerwagen binnen bereik kwam, opende hij het vuur en doorboorde herhaaldelijk het voertuig met kogels, waarbij een inzittende licht gewond raakte. Daarna viel nog één dode en één gewonde, een 11-jarig meisje dat gewond tussen haar dode tante en vrienden lag. Huberty werd uiteindelijk gedood door een scherpschutter van het SWAT-team.
Het hele incident duurde 77 minuten. Huberty vuurde minstens 257 kogels af, waarbij 21 mensen (inclusief een ongeboren kind) om het leven kwamen en 20 anderen gewond raakten, van wie er één bij aankomst in het ziekenhuis hersendood werd verklaard en de volgende dag overleed. Slechts tien personen in het restaurant bleven ongedeerd, waarvan er zes zich hadden verstopt in de kelder.

### Politie-interventie
Het eerste telefoontje naar de hulpdiensten werd kort na 16u gedaan. De meldkamer stuurde per abuis reagerende agenten naar een andere McDonald's op drie kilometer van het restaurant aan San Ysidro Boulevard. Die fout vertraagde het instellen van een lockdown met enkele minuten, waardoor verschillende onwetende voorbijgangers recht in de vuurlinie liepen. Ongeveer tien minuten na de eerste oproep, arriveerde de politie bij de juiste McDonald's vestiging. Ze legde een lockdown op in een gebied van zes blokken rond de plaats van de schietpartij en richtte een commandopost in op twee blokken van het restaurant. 175 agenten en verschillende leden van het SWAT-team werden ingezet. Omdat Huberty snel schoot en afwisselde tussen vuurwapens, was de politie aanvankelijk niet op de hoogte van hoeveel personen zich in het restaurant bevonden. Bovendien maakten de verbrijzelde ramen het de politie moeilijk om naar binnen te kijken. Ook was er de vrees dat Huberty gijzelaars vasthield. Een ontsnapte getuige informeerde de politie dat er slechts één schutter aanwezig was in het pand, die geen gijzelaars vasthield en op iedereen schoot die hij tegenkwam. 
Iets na 17u kreeg al het reagerende wetshandhavingspersoneel de toestemming om de dader te doden als men een duidelijk schot kreeg. Om 17u17 liep Huberty dicht bij het drive-in raam van het restaurant, waardoor de 27-jarige politiescherpschutter Charles Foster een onbelemmerd zicht op zijn lichaam kreeg. Foster vuurde een enkel schot vanop een afstand van ongeveer 32 meter af en doodde Huberty.

## Dader

### Begin van het leven
James Oliver Huberty (11 oktober 1942 - 18 juli 1984) werd geboren in Canton, Ohio, als tweede van twee kinderen van Earl Vincent (1911-2008), een kwaliteitsinspecteur, en Icle Evalone Huberty (1913-1992), een huisvrouw. Beide ouders waren gelovig en het gezin bezocht regelmatig de plaatselijke United Methodist kerken.
Toen Huberty drie jaar oud was, kreeg hij polio. Om de kwetsbaarheid van deze aandoening te minimaliseren, moest hij leren en stalen beugels om beide benen dragen. Hoewel Huberty geleidelijk herstelde van deze kwaal, zou hij de rest van zijn leven licht mank lopen.
In 1950 kocht Earl Huberty een boerderij van 63 hectare in Mount Eaton. Icle weigerde om op het platteland te gaan wonen en weigerde zelfs om het landgoed te bekijken. Kort daarna verliet Icle haar gezin om als pinksterzendeling in Tucson, Arizona, te gaan prediken. Huberty vond de achterlating van zijn moeder emotioneel verwoestend; zijn vader zou zich later herinneren dat hij zijn zoon snikkend tegen het kippenhok vond.
Huberty was een nors kind met weinig vrienden, wiens voornaamste interesse het oefenen van doelwitten was. Een kennis van de familie zou hem later beschrijven als een "raar jongetje dat onophoudelijk oefende met een richtpistool". Tegen zijn tienerjaren was Huberty een soort amateur wapensmid. Door zijn mankheid, de extreme religieuze overtuigingen van zijn familie en zijn onwil om met leeftijdsgenoten om te gaan, was Huberty vaak het doelwit van pestkoppen op Waynedale High School. Hij was een gemiddelde scholier en haalde in 1960 de 51e plaats van een klas van 77 studenten.
In 1962 schreef Huberty zich in op het Malone College, waar hij aanvankelijk sociologie studeerde, voordat hij ervoor koos om aan het Pittsburgh Institute of Mortuary Science te gaan studeren. Hij studeerde cum laude af aan dit instituut in 1964 en kreeg een begrafenisondernemerslicentie en het jaar daarop een licentie voor balseming.

### Huwelijk en werk
Begin 1965 trouwde Huberty met Etna Markland, die hij tijdens zijn studie aan het Malone College had ontmoet. Kort na zijn huwelijk kreeg Huberty een baan bij een begrafenisonderneming in Canton. Hoewel hij bedreven was in het balsemen, maakte Huberty's introverte persoonlijkheid hem ongeschikt om met het publiek om te gaan, wat kleine conflicten met zijn superieuren veroorzaakte. Desondanks werkte Huberty twee jaar in dit beroep voordat hij ervoor koos om lasser te worden bij een bedrijf in Louisville. Hij werkte twee jaar voor deze firma voordat hij in juni 1969 een beter betaalde baan kreeg bij Babcock & Wilcox. Hoewel hij teruggetrokken en zwijgzaam was, beschouwden Huberty's werkgevers hem als een betrouwbare werknemer. Hij nam graag overuren op zich, verdiende promoties en halverwege de jaren 70 verdiende hij regelmatig tussen de $25.000 en $30.000 per jaar ($142.000-$171.000, aangepast voor inflatie in 2024). Kort nadat Huberty was aangenomen bij deze firma, verhuisden hij en zijn vrouw naar een huis van drie verdiepingen in een welvarend deel van Massillon, Ohio. In de winter van 1971 werd dit huis door brand verwoest. Kort daarna kochten James en Etna een ander huis in dezelfde straat. Later bouwden ze een appartementencomplex met zes appartementen op het terrein van hun eerste huis, dat ze beheerden. Ze kregen twee dochters samen.

### Huiselijk geweld en temperament
Huberty had een geschiedenis van huiselijk geweld, waarbij hij zijn dochters vaak sloeg of stompte, messen tegen hun keel hield of zijn vrouw sloeg. Bij een gelegenheid deed Etna aangifte bij de Canton Department of Children and Family Services waarin stond dat haar man haar kaak had "verknoeid", hoewel ze later volhield dat hij haar bij de meeste gelegenheden waarbij hij haar mishandelde, slechts één keer had geslagen. Vanaf 1976 probeerde Etna herhaaldelijk haar man over te halen om in therapie te gaan om zijn stressbronnen te verlichten, hoewel hij elke vorm van therapie weigerde. In haar persoonlijke pogingen om het humeur, de angst en de algemene paranoia van haar man te temperen en zowel zijn gedrag te beïnvloeden als te controleren, deed Etna veel moeite om elke mogelijkheid om haar man te irriteren tot een minimum te beperken. Ze ontwikkelde ook geleidelijk een mechanisme waarbij ze beweerde zijn toekomst te kunnen lezen door het lezen van speel- of tarotkaarten. Huberty geloofde haar. Etna's lezingen hadden een tijdelijk kalmerend effect en Huberty volgde meestal de aanbevelingen op die zijn vrouw in deze lezingen deed.
Voor zijn buren en collega's werd Huberty gezien als een nors, slechtgehumeurd en enigszins paranoïde individu, geobsedeerd door vuurwapens en die in zijn hoofd elke tegenslag, belediging of algemene bron van frustratie tegen zichzelf of zijn gezin bijhield. Af en toe nam Huberty wraak als reactie op een echte of vermeende onrechtvaardigheid in een poging om wat hij noemde "mijn schulden" te vereffenen en conflicten met zijn buren leidden er ooit toe dat hij werd vastgezet op beschuldiging van wanordelijk gedrag. Van één keer is bekend dat hij de vader van twee meisjes had verteld dat hij zijn dochters had aangemoedigd om te vechten als reactie op een conflict tussen de kinderen: "Ik geloof in het betalen van mijn schulden. Zowel goede als slechte."
Als samenzweringstheoreticus en zelfbenoemde overlever geloofde Huberty dat een escalatie van de Koude Oorlog onvermijdelijk was en dat president Jimmy Carter en later Ronald Reagan en de regering van de Verenigde Staten tegen hem samenspanden. Overtuigd van een op handen zijnde toename van de agressie van de Sovjets, geloofde Huberty dat een ineenstorting van de samenleving snel naderde, misschien wel door een economische ineenstorting of een kernoorlog. Hij verplichtte zichzelf om zich voor te bereiden om deze vermeende ineenstorting te overleven en voorzag zijn huis van een ruime reservevoorraad niet-bederfelijk voedsel en talrijke wapens - sommige gekocht van collega's - die hij wilde gebruiken om zijn huis te verdedigen tijdens wat hij geloofde dat de komende apocalyps was. Volgens een kennis van de familie, Jim Aslanes genaamd, was Huberty's huis dusdanig bedekt met geladen vuurwapens dat waar Huberty ook zat of stond in zijn huis, hij "gewoon kon reiken en een vuurwapen pakken". Elk vuurwapen was geladen, met de veiligheidspal uitgeschakeld.

### Werkloosheid en verhuizing naar Tijuana
In november 1982 werd Huberty ontslagen bij Babcock & Wilcox, waardoor hij wanhopig werd over zijn pijnlijke financiële situatie en zijn onvermogen om voor zijn gezin te zorgen. Een collega zou zich later herinneren dat Huberty, toen hij op de hoogte werd gesteld van de dreigende sluiting van dit ingenieursbureau, een opmerking had gemaakt waarin hij aangaf dat hij van plan was zelfmoord te plegen en "iedereen met zich mee te nemen" als hij niet in staat zou zijn om voor zijn gezin te zorgen. Volgens Etna begon Huberty, kort nadat haar man werkloos werd, stemmen in zijn hoofd te horen. Begin 1983 zette hij een geladen pistool tegen zijn hoofd en dreigde zelfmoord te plegen. Etna weerhield haar man er met succes van om zichzelf neer te schieten, hoewel hij later tegen haar opmerkte: "Je had me mezelf moeten laten neerschieten."
Omdat James en Etna Huberty geen blijvend werk konden vinden in Ohio, verkochten ze hun appartementencomplex met zes appartementen voor $115.000 in de lente van 1983. Kort daarna kreeg Huberty een andere baan als lasser bij Union Metal Manufacturing Company. Deze baan duurde vijf weken voordat de fabriek sloot. Weken nadat hij werkloos was geworden, raakten Huberty en een van zijn dochters gewond bij een verkeersongeval. In de weken na dit ongeluk merkte Huberty een verergering van de nekpijn die hij al sinds zijn kindertijd had. Hij merkte ook een af en toe toenemende zenuwtrilling in zijn handen en armen.
In de zomer van 1983 vroegen de Huberty's een verblijfsvergunning aan in Mexico, in de overtuiging dat het geld dat ze verkregen door de verkoop van hun flatgebouw het gezin langer in Mexico zou kunnen onderhouden dan in Amerika. Nadat ze in september ook hun huis voor slechts $12.000 in contanten hadden verkocht (waarbij de koper de hypotheek van $48.000 overnam), informeerde Huberty kennissen van zijn familie over zijn intenties om zijn gezin naar Tijuana te verhuizen op zoek naar werkgelegenheid, vol vertrouwen verklarend: "We gaan ze laten zien wie de baas is."
Toen Huberty en zijn gezin in oktober 1983 van Ohio naar Tijuana verhuisden, liet hij alle bezittingen van zijn gezin, behalve de meest essentiële, achter in een opslagplaats in Ohio, maar hij zorgde ervoor dat hij zijn enorme verzameling wapens, munitie en overlevingsspullen bij zich had. Volgens gepubliceerde rapporten omarmden Huberty's vrouw en dochters hun nieuwe omgeving en raakten ze bevriend met hun buren, hoewel Huberty - die weinig Spaans sprak - nors en zwijgzaam was. Omdat hij geen werk kon vinden in Tijuana, kreeg Huberty al snel spijt van zijn beslissing om naar Mexico te verhuizen. Binnen drie maanden verhuisde het gezin naar San Ysidro: een grotendeels arme wijk van San Diego net ten noorden van de grens tussen Mexico en de Verenigde Staten, die in 1984 13.000 inwoners telde.

### San Ysidro
In San Ysidro huurden de Hubertys een appartement in de Cottonwood Apartments terwijl Huberty werk zocht. Het feit dat zijn familie de enige Anglo-Amerikanen waren in dit appartementencomplex irriteerde Huberty, die opvallend onbeleefd was tegen zijn buren. Kort daarna solliciteerde Huberty op een advertentie in de krant waarin een opleiding tot beveiliger werd aangeboden in een federaal gefinancierd programma. Hij voltooide deze cursus op 12 april en kreeg al snel een baan bij een beveiligingsbedrijf in Chula Vista, belast met de bewaking van een appartementencomplex. Met het verdiende geld kon het gezin hun meubels vanuit Ohio laten verschepen en het gezin verhuisde nog dezelfde maand naar een tweekamerappartement aan Averil Road. De maandelijkse huur voor dit appartement was $450.
Op 10 juli werd Huberty op staande voet ontslagen uit deze baan; zijn werkgevers deelden Huberty mee dat zijn slechte werkprestaties en een geconstateerde algemene lichamelijke instabiliteit de redenen voor zijn ontslag waren.